# 벽 (1975년 영화)
벽(DEEWAAR)은 인도에서 제작된 야시 초프라 감독의 1975년 드라마, 가족, 액션 영화이다. 샤시 카푸르 등이 주연으로 출연하였다.

## 출연

### 주연
- 샤시 카푸르
- 아미타브 밧찬

### 조연
- 니투 싱